# Retratos de un hombre y una mujer

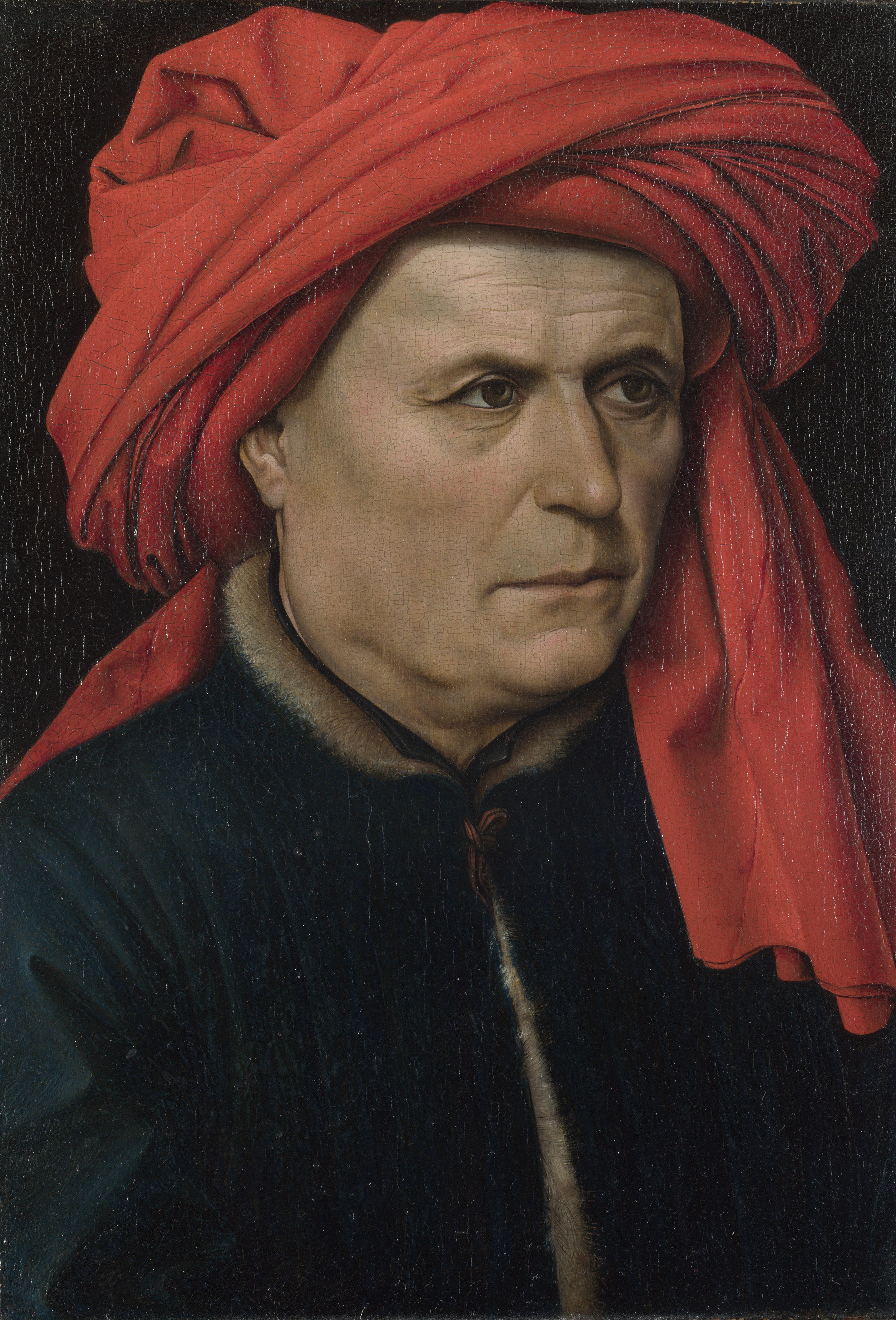
Retrato de un hombre.

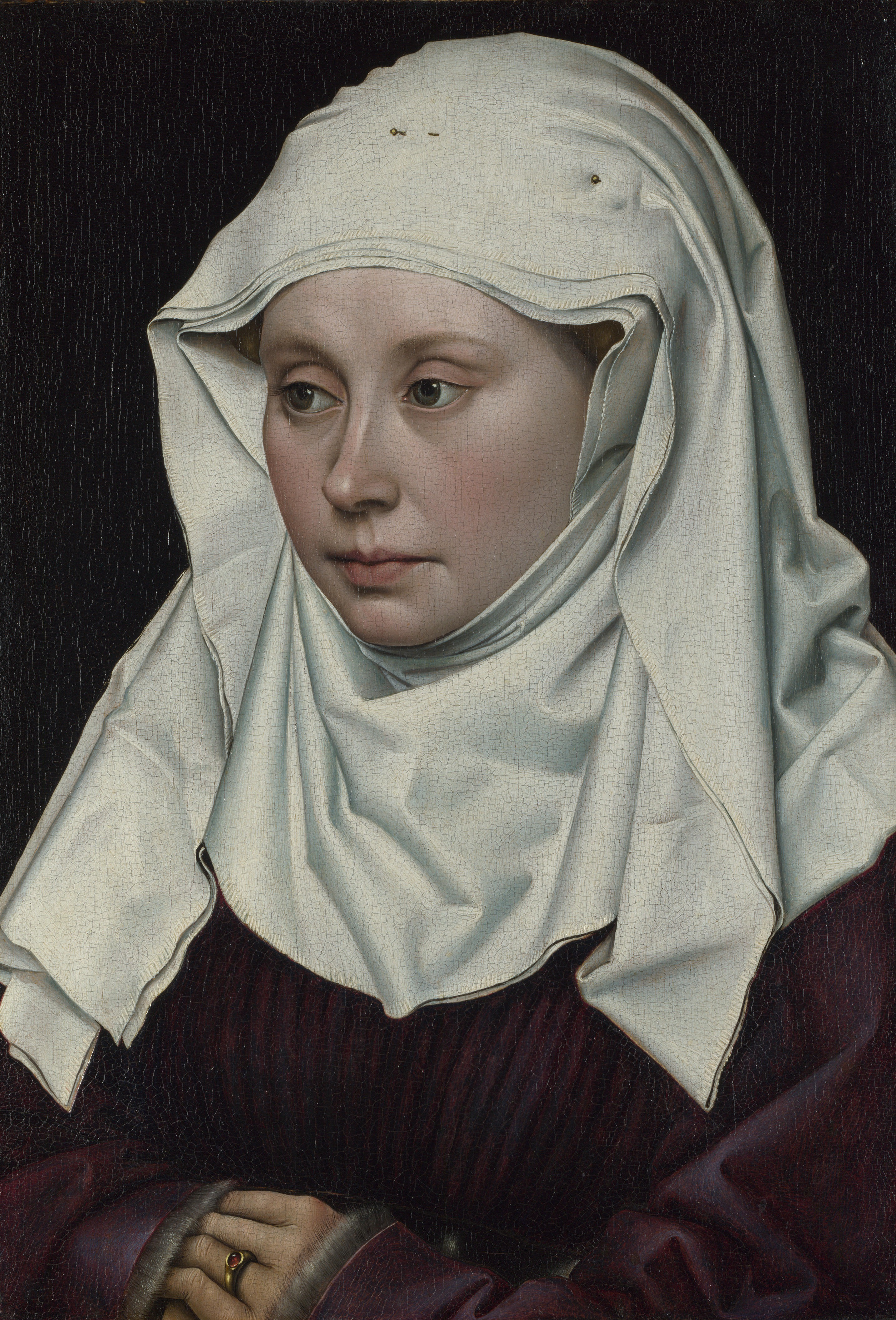
Retrato de una mujer.

Los retratos de un hombre y de una mujer son una pareja de retratos pintados al temple sobre tabla por el artista del primitivo flamenco Robert Campin, hacia 1430-1435; miden 40.7 cm x 28.1 cm y se conservan en la Galería Nacional de Londres. Originalmente estarían unidos y formarían un díptico.
Como es habitual en los retratos de Campin, el encuadre es muy cercano, detallando con todo realismo como su contemporáneo Jan van Eyck, la fisonomía de los retratados y las calidades de las telas y la piel ante un fondo oscuro. Ambos son considerados los iniciadores del retrato moderno. Se trata de un matrimonio, una pareja acomodada de la ciudad de Tournai donde trabajaba el pintor. Ambos visten prendas oscuras ribeteadas de piel.
El hombre lleva un chaperón rojo con el bourrelet torcido, el cornette cayendo sobre el hombro, y se aprecian sus arrugas y piel enrojecida. La gama cromática y el chaperón recuerdan al Hombre con turbante de van Eyck, aunque el retrato de Campin es más sobrio y estático.
La mujer se cubre con un tocado blanco dispuesto con alfileres, es mucho más joven, sus ojos son brillantes y se incluyen sus manos juntas. El equilibrio de líneas verticales y horizontales, la luz desde la derecha destacando la blancura del velo y la piel en contraste con el oscuro vestido y fondo, la actitud seria y humilde, serán imitados por su discípulo Rogier van der Weyden en sus primeros retratos femeninos, como el Retrato de una mujer joven.
Es uno de los primeros ejemplos conservados de retrato doble en díptico típico del arte flamenco, donde la esposa a la derecha mira hacia su marido, y el esposo en el panel izquierdo mira hacia su mujer.